# Municipio de Shelby (condado de Macomb)
El municipio de Shelby (en inglés: Shelby Township) es un municipio ubicado en el condado de Macomb en el estado estadounidense de Míchigan. En el año 2010 tenía una población de 73804 habitantes y una densidad poblacional de 810,83 personas por km².

## Geografía
El municipio de Shelby se encuentra ubicado en las coordenadas 42°40′23″N 83°2′12″O / 42.67306, -83.03667. Según la Oficina del Censo de los Estados Unidos, el municipio tiene una superficie total de 91.02 km², de la cual 88.72 km² corresponden a tierra firme y (2.52%) 2.3 km² es agua.

## Demografía
Según el censo de 2010, había 73804 personas residiendo en el municipio de Shelby. La densidad de población era de 810,83 hab./km². De los 73804 habitantes, el municipio de Shelby estaba compuesto por el 90.94% blancos, el 3.16% eran afroamericanos, el 0.26% eran amerindios, el 3.27% eran asiáticos, el 0.02% eran isleños del Pacífico, el 0.66% eran de otras razas y el 1.69% pertenecían a dos o más razas. Del total de la población el 2.41% eran hispanos o latinos de cualquier raza.